# Sandvikens Idrottsförening
Sandvikens Idrottsförening, ou simplesmente Sandvikens IF, é um clube de futebol da Suécia fundado em 6 de junho de 1918. Sua sede fica localizada em Sandviken.
Em 2009 disputou a Division 2 Norra Svealand, uma das seis ligas da quarta divisão do futebol sueco, terminando na sexta colocação dentre 12 clubes participantes.